# ちざきバラ園
ちざきバラ園（ちざきバラえん）は、かつて藻岩山山麓・北海道札幌市中央区伏見に存在したバラの私設庭園。
400種類に及ぶバラが植えられ、高台に位置することから、札幌市街地の眺望もよく観光名所の1つとなっていたが、2009年（平成21年）に閉園した。

## 概要
バラ園はかつて衆議院議員を務めていた政治家、地崎宇三郎が個人庭園として1967年（昭和42年）に完成させたものが起源。バラ園の名称も彼の苗字に因む。1970年（昭和45年）より、バラ園は一般公開となった。
園は札幌市内全域を見渡せる藻岩山山麓の標高93メートルの場所に位置し、400種・4000株のバラがおよそ5500坪の土地に並んでいた。バラは6月下旬から8上旬と9月上旬から10月下旬に開花を迎え、また、梅の花も5月上旬には開花。入園料は小中学生300円・大人500円。最寄りの地下鉄駅は札幌市営地下鉄東西線の円山公園駅であった。
2009年（平成21年）に閉園することとなり、同年10月18日限りで閉園した。
跡地には創和プロジェクトにより結婚式場・教会「ローズガーデンクライスト教会」が建設された。

## 所在地
- 北海道札幌市中央区伏見3丁目